# 510er
Portal Geschichte | Portal Biografien | Aktuelle Ereignisse | Jahreskalender | Tagesartikel

◄ |
5. Jh. |
6. Jahrhundert
| 7. Jh. | ►

◄ |
480er |
490er |
500er |
510er
| 520er | 530er | 540er | ►

510 |
511 |
512 |
513 |
514 |
515 |
516 |
517 |
518 |
519

## Ereignisse
- 511: Chlodwig I., König der Franken beruft ein Bischofskonzil nach Orléans, das Glaubensfragen und die Kirchenorganisation im Frankenreich regelt. Dem König wird im Sinne des germanischen Eigenkirchenwesens ein maßgeblicher Einfluss bei der Einsetzung der Bischöfe zugestanden.
- Nach dem Tod Chlodwigs I. wird sein Reich unter seinen vier Söhnen, Theuderich, Chlodomer, Childebert und Chlothar aufgeteilt, die die neuen Königreiche von Reims, Orléans, Paris und Soissons gründen.
- 515: Der neuplatonische Philosoph Damaskios wird letzter Vorsteher der platonischen Akademie in Athen.
- 519: Justin I., oströmischer Kaiser, schließt Frieden mit Papst Hormisdas, indem er dessen Formel (Glaubensbekenntnis) übernimmt, das gegen die Monophysiten gerichtet ist; Ende des akakianischen Schismas.